# سیارک ۱۵۰۸۳
سیارک ۱۵۰۸۳ (به انگلیسی: 15083 Tianhuili، نامگذاری:1999CJ34) پانزده هزار و هشتاد و سومین سیارک کشف شده‌است که در ۱۰ فوریه ۱۹۹۹ کشف شد.
قدر مطلق سیارک برابر ۱۷.۰ است.